# Pentax *ist D

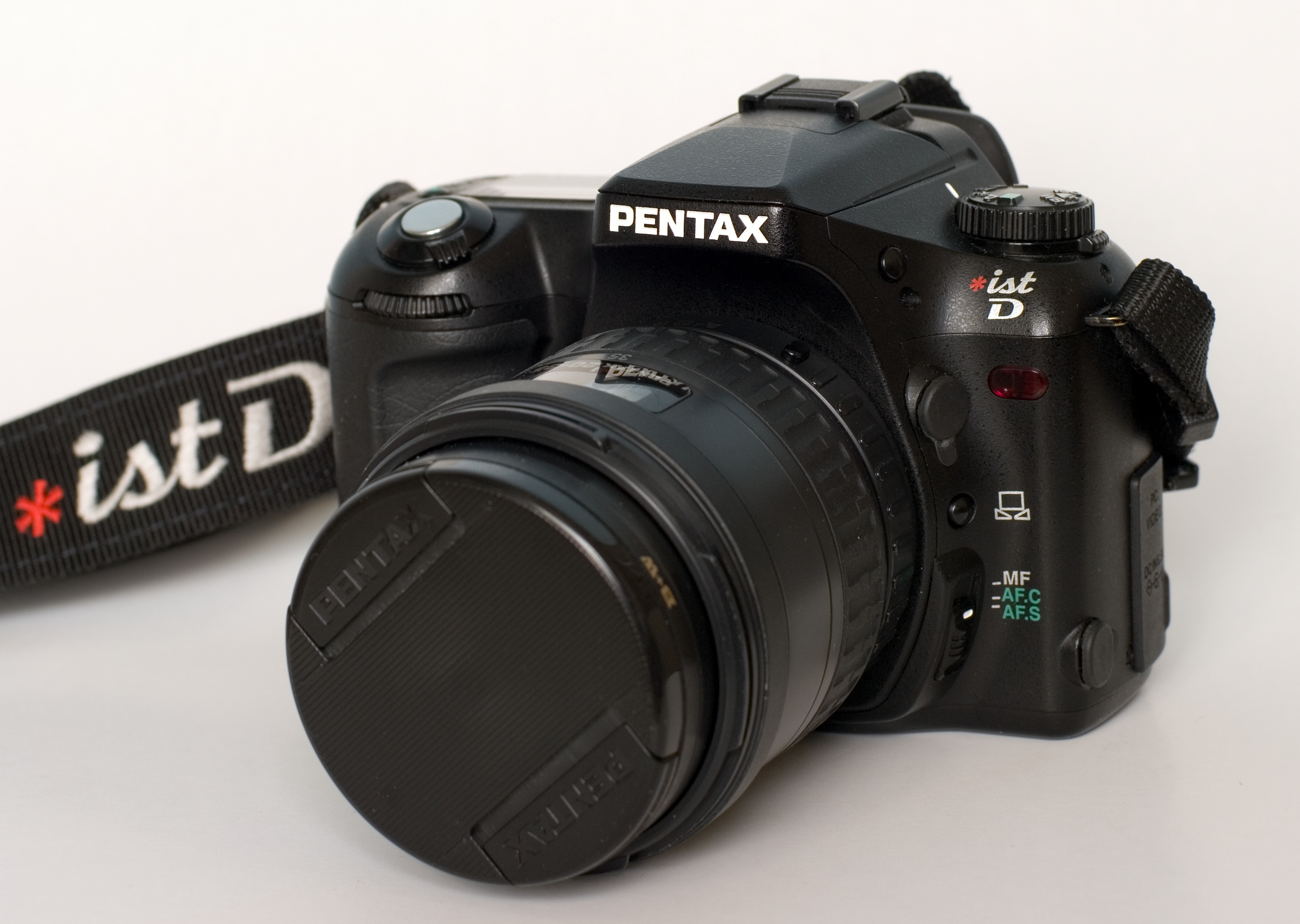

De *ist D (uitspraak ist-D) is de eerste Pentax dSLR die in productie is gegaan. De *ist D is  kort na zijn filmvariant de *ist in 2003 op de markt gekomen en werd neergezet als concurrent van de Canon 10D en de Nikon D100. Voordat de *ist D op de markt kwam heeft Pentax in 2001 al wel een prototype van een full-frame dSLR laten zien, deze is echter nooit in productie genomen.
De *ist D maakt gebruik van een 6 Megapixel (bruto 6,3 Mpixel) sensor van Sony die ook in de Nikon D100  gebruikt wordt, de effectieve grootte was 3008 x 2008 pixels. De *ist D en de *ist beschikken over een nieuw ontwikkeld snel 11-velds autofocus-systeem dat pas opnieuw gebruikt werd in de K100D/K110D en de K10D.

Opmerkelijk was de keuze van Pentax om de camera te voeden met normale penlite batterijen.
Een kleine tekortkoming was dat Pentax de objectiefvatting niet voorzien had van een mechanische diafragmasimulator, zodat lichtmeting met oudere objectieven alleen mogelijk was als de scherptediepte-controleknop werd ingedrukt.
Ook blinkt de *ist D niet uit in snelheid, vooral de snelheid van het starten van de camera en het wegschrijven van de foto's naar de geheugenkaart. De snelheid van de autofocus is daarentegen wel zeer acceptabel en de camera is uitgebreid en stevig genoeg om zich te kunnen meten met de Canon 10D en de Nikon D100.

## Varianten
Enige tijd na de introductie van de *ist D werden eenvoudigere en goedkopere varianten uitgebracht, eerst de *ist DS en daarna de nog verder uitgeklede * ist DL. Deze beschikten niet meer over de 11-velds autofocussensor en ook andere functies waren wat beperkter, aan de andere kant werden wel enige vernieuwingen aangebracht, zoals het automatisch instellen van de gevoeligheid (auto-ISO) bij de *ist DL. Van deze beide modellen zijn later nog herziene versies uitgebracht, de *ist DS2 en de *ist DL2, die zich voornamelijk onderscheidden door een groter 64 mm lcd-scherm op de achterkant.